# Chinês clássico

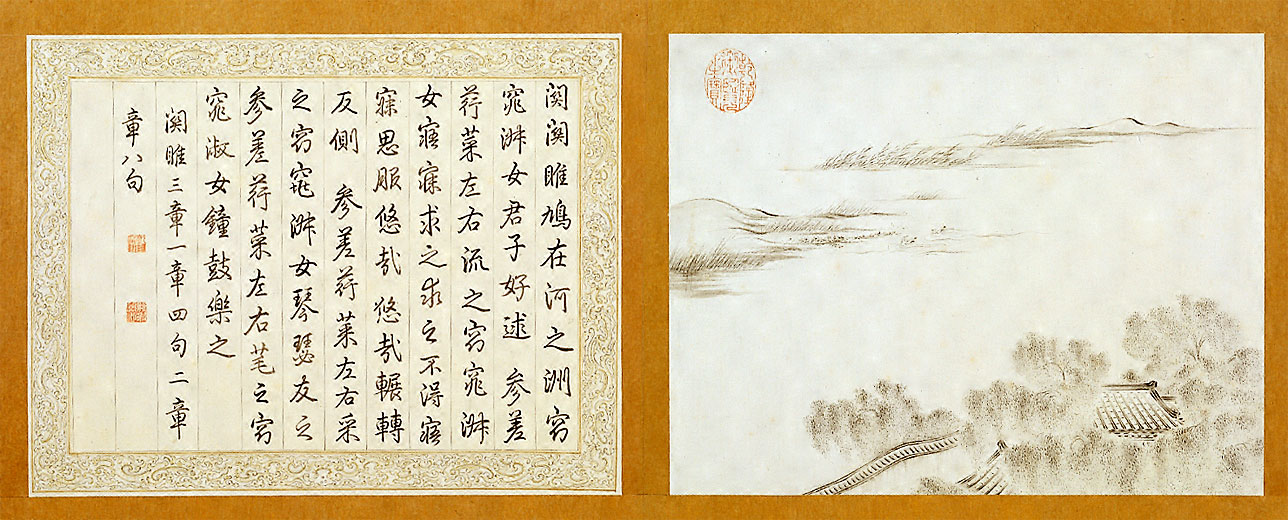
O Clássico da Poesia (詩經 ou Shījīng), uma coleção de poesia chinesa, composta por 305 obras que datam dos séculos XI a VII a.C.

O chinês clássico, também conhecido como chinês literário  (古文 gǔwén "texto antigo", ou 文言wényán "falar texto", que significa "língua/fala literária"; vernáculo moderno: 文言文 wényánwén "texto falar texto", que significa "linguagem literária escrita"), é a língua da literatura clássica do final do período das Primaveras e Outonos até o final da dinastia Han, uma forma escrita do chinês antigo (上古漢語, Shànɡɡǔ Hànyǔ). O chinês clássico é um estilo tradicional de chinês escrito que evoluiu da língua clássica, tornando-o diferente de qualquer forma falada de chinês moderno. O chinês literário foi usado em quase toda a escrita formal na China até o início do século XX, e também, durante vários períodos, no Japão, nas Ilhas Ryukyu, Coréia e Vietnã. Entre os falantes do chinês, o chinês literário foi amplamente substituído pelo chinês vernacular escrito, um estilo de escrita semelhante ao mandarim falado moderno, enquanto os falantes de línguas não chinesas abandonaram amplamente o chinês literário em favor de seus respectivos vernáculos locais. Embora as línguas tenham evoluído em direções únicas e diferentes da base do chinês literário, muitos cognatos ainda podem ser encontrados entre essas línguas que historicamente foram escritas em chinês clássico.

## Definições
O chinês clássico por vezes é definido como a língua escrita do período clássico da literatura chinesa, que vai desde o final do período das Primaveras e Outonos (início do século V a.C.) até o final da dinastia Han (220 d.C.). Já o chinês literário é visto como a forma de chinês escrito usada desde o final da dinastia Han até o início do século XX, quando foi substituído pelo chinês vernáculo escrito. Há também uma definição mais estrita para o período clássico, variando de Confúcio (551-479 aC) até a fundação da dinastia Qin. 
O chinês literário é muitas vezes também referido como "chinês clássico", mas os sinólogos geralmente o distinguem da língua do período inicial. Durante este período, os dialetos da China tornaram-se cada vez mais díspares e, assim, a língua escrita clássica tornou-se cada vez menos representativa das variedades do chinês, similar ao que aconteceu com o latim clássico, que foi contemporâneo da dinastia Han, e as línguas românicas da Europa. Embora os autores procurassem escrever no estilo dos clássicos, a semelhança diminuiu ao longo dos séculos devido à compreensão imperfeita da língua mais antiga, à influência de sua própria fala e à adição de novas palavras. 
Missionários cristãos cunharam o termo Wen-li ("os princípios da literatura", "a linguagem do livro em oposição ao coloquial") para o chinês literário. Embora composto de raízes chinesas, este termo nunca foi usado nesse sentido em chinês, e foi rejeitado por sinólogos não missionários.

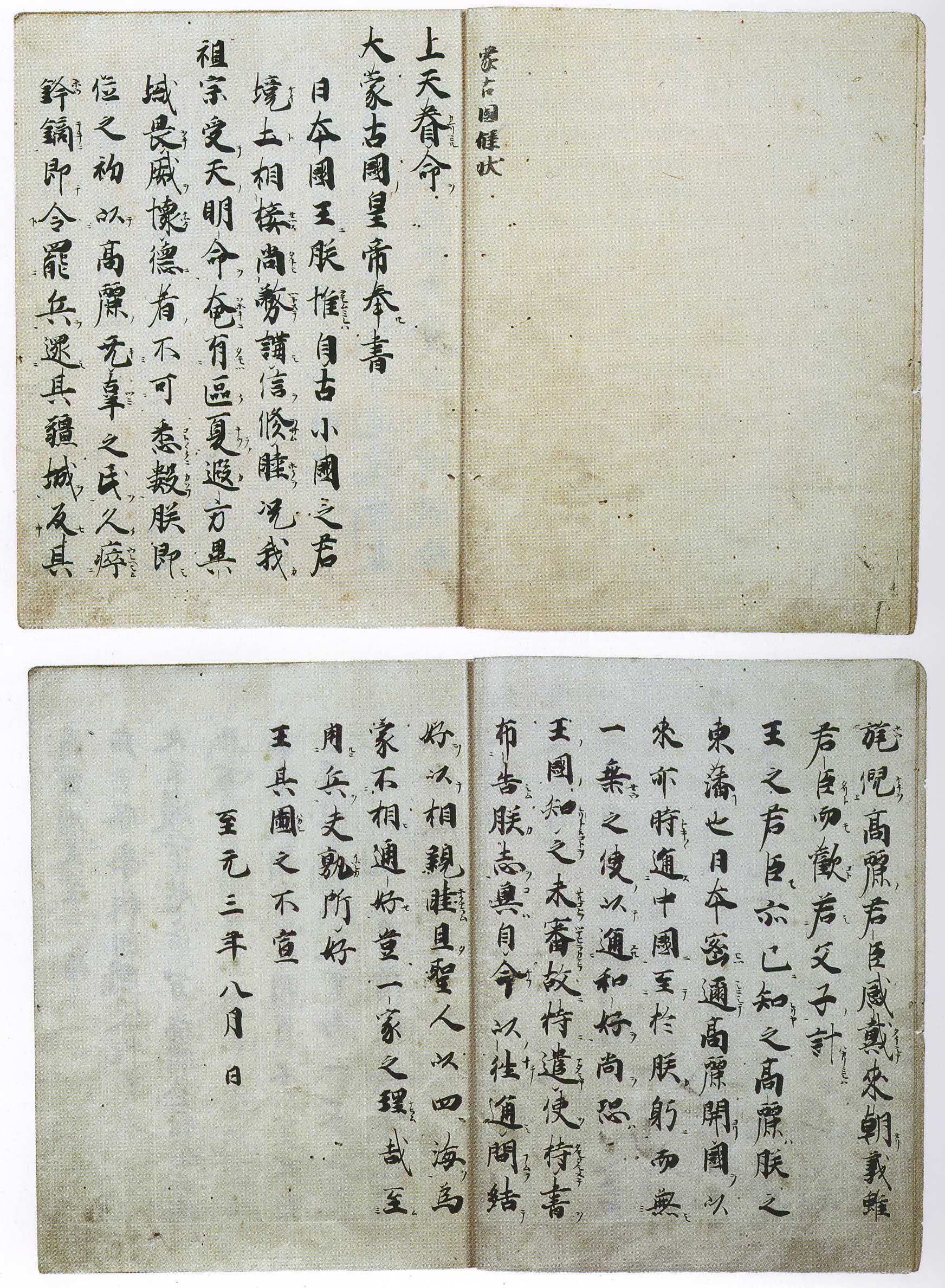
O chinês clássico foi usado na comunicação internacional entre o Império Mongol e o Japão. Esta carta, datada de 1266, foi enviada de Khubilai Khan ao "Rei do Japão" (日本國王) antes das invasões mongóis do Japão.

## Uso histórico
O chinês literário foi adotado na Coréia, Japão e Vietnã. O Oxford Handbook of Classical Chinese Literature argumenta que essa adoção veio principalmente de laços diplomáticos e culturais com a China. O chinês literário é conhecido como kanbun (漢文, "Escrita Han ") em japonês, hanmun em coreano (mas ver também gugyeol ) e văn ngôn (文言)  ou Han văn (漢文) em vietnamita.

## Uso moderno
A maioria dos documentos do governo na República da China (Taiwan) foi escrita em chinês clássico até as reformas na década de 1970, em um movimento liderado pelo presidente Yen Chia-kan para mudar o estilo escrito para o chinês vernacular. 
O uso contemporâneo do chinês clássico no Japão é principalmente no campo da educação e no estudo da literatura. Aprender a maneira japonesa (kanbun) de decodificar o chinês clássico faz parte do currículo do ensino médio no Japão. O Japão é o único país que mantém a tradição de criar poesia clássica chinesa baseada nos padrões tonais da dinastia Tang.